# Regioni della Macedonia del Nord

Regioni della Macedonia del Nord

Le regioni della Repubblica di Macedonia del Nord (in macedone регион?) sono 8 divisioni territoriali prive di valore amministrativo e utilizzate prevalentemente per fini statistici. Ciascuna di esse comprende il territorio di più comuni contigui della Repubblica della Macedonia del Nord.
Una legge del 2009 ha poi attivato dei Centri di sviluppo corrispondenti a tali regioni che, pur non essendo enti locali non avendo poteri cogenti sui cittadini, sono dotati di personalità giuridica in quanto liberi consorzi di comuni volti allo sviluppo economico locale tramite l'attrazione di investimenti esteri. Unico organo di ogni regione è l’assemblea dei sindaci, che si riunisce a turno nei vari municipi e ha alle proprie dipendenze un piccolo gruppo di funzionari.

## Lista
| Mappa | Regione                | Denominazione | Popolazione (2016) | Superficie (km2) | Densità | Comuni |
| ----- | ---------------------- | ------------- | ------------------ | ---------------- | ------- | ------ |
|       | Regione Orientale      | Источен       | 176 262            | 3 537            | 50,56   | 13     |
|       | Regione Nordorientale  | Североисточен | 176 169            | 2 310            | 76,01   | 6      |
|       | Regione di Pelagonia   | Пелагониски   | 230 004            | 4 717            | 49,39   | 9      |
|       | Regione del Polog      | Полошки       | 320 826            | 2 416            | 131,16  | 9      |
|       | Regione di Skopje      | Скопски       | 624 585            | 1 813            | 336,17  | 7      |
|       | Regione Sudorientale   | Југоисточен   | 173 545            | 2 739            | 63,23   | 10     |
|       | Regione Sudoccidentale | Југозападен   | 219 740            | 3 340            | 66,12   | 13     |
|       | Regione del Vardar     | Вардарски     | 152 571            | 4 042            | 45,29   | 7      |